# ذلب مسوق
ذلب مسوق (الاسم العلمي:Sansevieria caulescens) هو نوع من النباتات يتبع جنس الذلب من الفصيلة الهليونية.